# Barrio Viboritas
Barrio Viboritas är en ort i Mexiko.   Den ligger i kommunen Tampacán och delstaten San Luis Potosí, i den sydöstra delen av landet, 230 km norr om huvudstaden Mexico City. Barrio Viboritas ligger 130 meter över havet och antalet invånare är 166.
Terrängen runt Barrio Viboritas är platt norrut, men söderut är den kuperad. Runt Barrio Viboritas är det ganska glesbefolkat, med 50 invånare per kvadratkilometer. Närmaste större samhälle är Tampacan, 6,8 km söder om Barrio Viboritas. Omgivningarna runt Barrio Viboritas är en mosaik av jordbruksmark och naturlig växtlighet.